# 反粒子
反粒子（英語：Antiparticle）是相对于正常粒子而言的，它们的质量、寿命、自旋都与正常粒子相同，但是所有的内部相加性量子数（比如电荷、重子数、奇异数等）都与正常粒子大小相同、符号相反。有一些粒子的所有内部相加性量子数都为0，这样的粒子叫做纯中性粒子，反粒子就是它本身，比如光子、π0介子等。

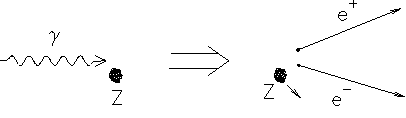
電子和其反粒子正子的成對產生

反粒子的概念首先是1928年由英国物理学家狄拉克在他的空穴理论中提出的。1932年在宇宙射线中发现了正电子，证实了狄拉克的预言。1956年美国物理学家歐文·張伯倫（Owen Chamberlain）在劳伦斯-伯克利国家实验室发现了反质子。进一步的研究发现，狄拉克的空穴理论对玻色子不适用，因而不能解释所有的粒子和反粒子。根据量子场论，粒子被看作是场的激发态，而反粒子就是这种激发态对应的複共轭激发态。
如果反粒子按照通常粒子那样结合起来就形成了反原子。由反原子构成的物质就是反物质。

## 参阅
- 反物质
- 量子场论
- 亚原子粒子
- 粒子物理学